# Solenoencyrtus platensis
Solenoencyrtus platensis är en stekelart som beskrevs av De Santis 1964. Solenoencyrtus platensis ingår i släktet Solenoencyrtus och familjen sköldlussteklar. Inga underarter finns listade i Catalogue of Life.